# Verden er i farver
"Verden er i farver" er en sang med tekst af  Lis Sørensen og musik af Kasper Winding. Den blev skrevet til filmen  Den store badedag og udgivet i 1991 på Lis Sørensen-albummet Vis dit ansigt.
Da sangen kom ud, ville radioerne ikke spille den, da den var for langsom og takten ikke passede.. Men befolkningen tog sangen til sig, og den blev dermed en af Lis Sørensens mest kendte sange.[kilde mangler]
Sangen har også været brugt i tv-programmer om jordomrejse med Troels Kløvedal bl.a.
- Rejsen til verdens navle  (1999) [5]
- Kløvedal i Indonesien  (2007)
- Flådens historie (2010) [6]
- Mit Danmark  (2013)